# Хаас Лола
Тийм Хаас (САЩ) (на английски език - Team Haas (USA) Ltd) е американски отбор от Формула 1, основан от Карл Хаас и Теди Майер през 1984 г.
Отбора се състезава в Световния шампионат от 1985 до 1986 година. Проектът е финансиран от американския гигант в производство на храни „Беатрис Фуудс“, спомагайки отборът да влезе в споразумение за използване на двигатели Форд, в продължение на три сезона.
Собствениците на екипа успяват да склонят бившия Световен шампион от Формула 1 - Алън Джоунс да пилотира първия болид на тима, в края на сезон 1985 и през сезон 1986. След оттеглянето на „Беатрис Фуудс“ и загубата на постоянно финансиране на проекта, отборът не успява да се задържи във Формула 1, след края на сезон 1986.
Отборът е по-известен като Хаас Лола, което се дължи на сдружението на Хаас с производителите на спортни шасита за автомобили – „Лола Карс Интернешънъл“, въпреки че Лола, не участва в създаването на проекта.
Малко след края на сезон 1986, Карл Хаас продължава да се опитва да осигури финансиране, за да продължи участието си във формула 1 и през сезон 1987, но спонсорите от „Беатрис Фуудс“ отказват да се завърнат. Отборът все още има договор с Форд за двигатели, но след като не успява да намери спонсор, Карл Хаас закрива отбора в края на октомври, а базата е продадена на Бърни Екълстоун, тогава собственик на Брабам.
Двамата пилоти Алън Джоунс и Патрик Тамбе напускат Формула 1, след като техните договори приключват.